# Emma (möbel)

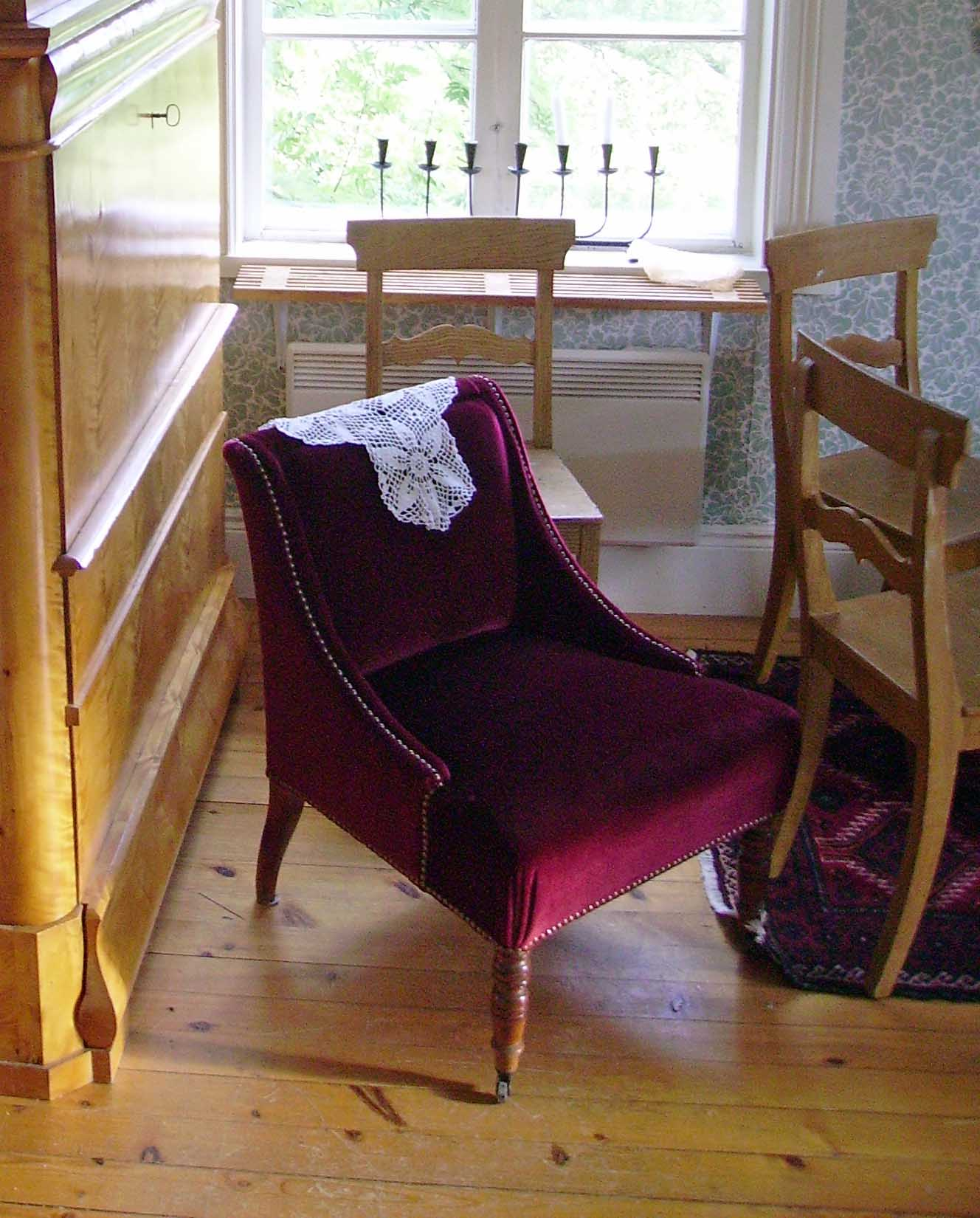
Emma i röd sammet.

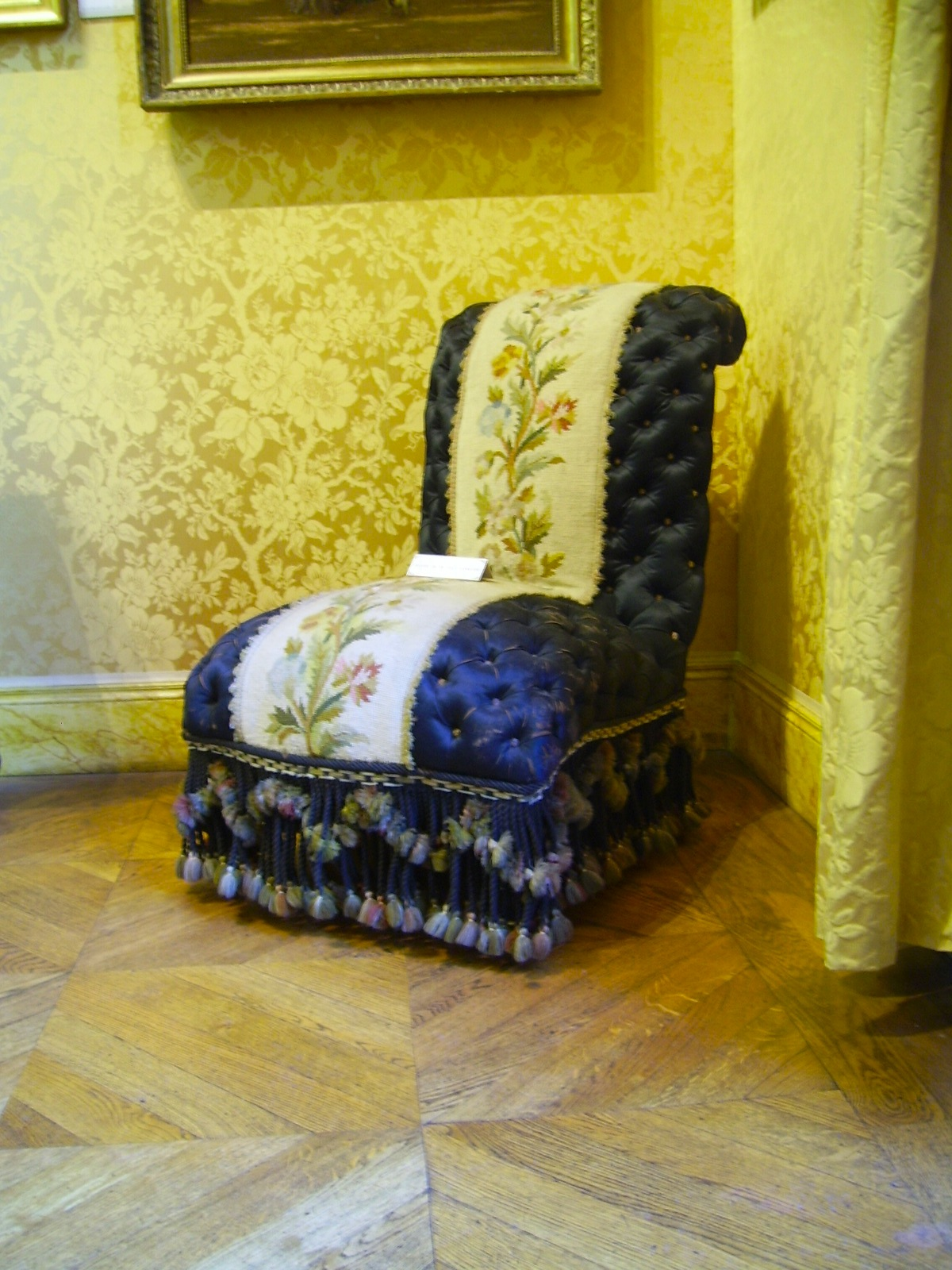
Emma i tapetserarstil i Musée Carnavalet, Paris. Den djuphäftade sidenklädseln pryds i mitten av en broderad bård med blomstermotiv medan benen döljs av rika snörmakerier.

Emma är en stoppad fåtölj med hög och ofta rundad rygg, ofta så hög att den ger stöd för huvudet. Armstöden är mycket små eller saknas helt, vilket gjorde emman särskilt lämplig för modet att bära krinolinklänningar. Stolstypen förekom ofta i varianter av nyrokoko och tapetserarstil, och fick sitt genombrott på 1840-talet.